# Homer (Nova York)
Homer és una població dels Estats Units a l'estat de Nova York. Segons el cens del 2000 tenia 3.368 habitants.

## Demografia
Segons el cens del 2000, Homer tenia 3.368 habitants, 1.373 habitatges, i 922 famílies. La densitat de població era de 778,7 habitants/km².
Dels 1.373 habitatges en un 31,5% hi vivien nens de menys de 18 anys, en un 51,4% hi vivien parelles casades, en un 13% dones solteres, i en un 32,8% no eren unitats familiars. En el 26,3% dels habitatges hi vivien persones soles el 13,5% de les quals corresponia a persones de 65 anys o més que vivien soles. El nombre mitjà de persones vivint en cada habitatge era de 2,4 i el nombre mitjà de persones que vivien en cada família era de 2,88.
Per edats la població es repartia de la següent manera: un 23,8% tenia menys de 18 anys, un 7,3% entre 18 i 24, un 27,5% entre 25 i 44, un 23,5% de 45 a 60 i un 17,8% 65 anys o més.
L'edat mediana era de 39 anys. Per cada 100 dones de 18 o més anys hi havia 82,6 homes.
La renda mediana per habitatge era de 39.310 $ i la renda mediana per família de 44.545 $. Els homes tenien una renda mediana de 33.519 $ mentre que les dones 22.813 $. La renda per capita de la població era de 20.918 $. Entorn del 7,2% de les famílies i el 9,7% de la població estaven per davall del llindar de pobresa.

## Personatges il·lustres
- Amelia Bloomer (1818 - 1894), periodista sufragista i activista pels drets de les dones